# Peter Aude
Peter Lennart Aude (født 19. januar 1957 i København) er en dansk skuespiller, som blev uddannet fra Aarhus Teater i 1985 og var herefter engageret ved teatret.
Sidenhen kom han til de københavnske scener, hvor han bl.a. var knyttet til Bellevue Teatret, Bådteatret, Ungdommens Teater og Folketeatret. I de senere år har man kunnet opleve ham i en række reklamefilm og han har ligeledes lagt stemme til mange tegnefilm. I tv har han medvirket i serierne TAXA, Toast, Rejseholdet, Nikolaj og Julie og julekalenderen Gufol mysteriet. Peter Aude er desuden udnævnt kunstnerisk leder af Musikteatret Vejle.

## Filmografi

### Som skuespiller
- Kajs fødselsdag – 1990
- Elsker, elsker ikke (film fra 1995) – 1995
- Tøsepiger – 1996
- Albert – Rapollo – 1998
- Klinkevals – 1999
- Olsenbandens første kup' 1999-2000, TV series
- Slip hestene løs – Pedel – 2000
- Fukssvansen – 2001
- Oh Happy Day – 2004
- Vikaren – 2007
- Gudsforladt – 2014

### Som stemmelægger
- Space Jam (1996) – Shawn Bradley, Monstar Blanko og Monstar Nawt
- Powerpuff pigerne (1998-2005) – Mojo Jojo
- Sly 2 – (2004) Jean Bison
- Stor Ståhaj – Luca – 2004
- Kejserens nye flip – Pacha – 2000
- Monsters, Inc. – James P. "Sulley" Sullivan – 2001
- Samurai Jack (2001-2004) – Aku
- Batman: The Animated Series (1992-1995) – Batman
- Batman - Dødsenglen (1993) - Batman/Bruce Wayne
- Superman: The Animated Series (1996-2000) - Batman/Bruce Wayne
- The New Batman Adventures (1997) - Batman/Bruce Wayne
- The New Superman/Batman Adventures (1997) - Batman/Bruce Wayne
- Batman & Mr. Freeze: SubZero (1998) - Batman/Bruce Wayne
- Justice League (2001-2004) - Batman/Bruce Wayne
- The Batman (2004) - Batman/Bruce Wayne
- Disney’s Mickey fejrer jul i Andeby (2004) - Rensdyret Lyn
- Justice League Unlimited (2004-2006) - Batman/Bruce Wayne
- Ice Age – 2002
- Xiaolin Showdown (2003-2006) – Master Fung
- Phineas & Ferb (2009-) - Major Monogram
- Sådan træner du din drage (2010) - Havblik Den Vældige
- Ronal barbaren (2011) - Gundar
- Sådan træner du din drage 2 (2014) - Havblik Den Vældige
- BIONICLE: Lysets Maske (2003) - Makuta Teridax
- BIONICLE 2: Legenderne om Metru Nui (2004) - Makuta Teridax
- Ninjago: Masters of Spinjitzu - Bueskytte-ånden, Cyrus Borg, Overlord og mange andre biroller

### Serier
- Taxa - Betjent
- Rejseholdet - Graff